# Venera 4

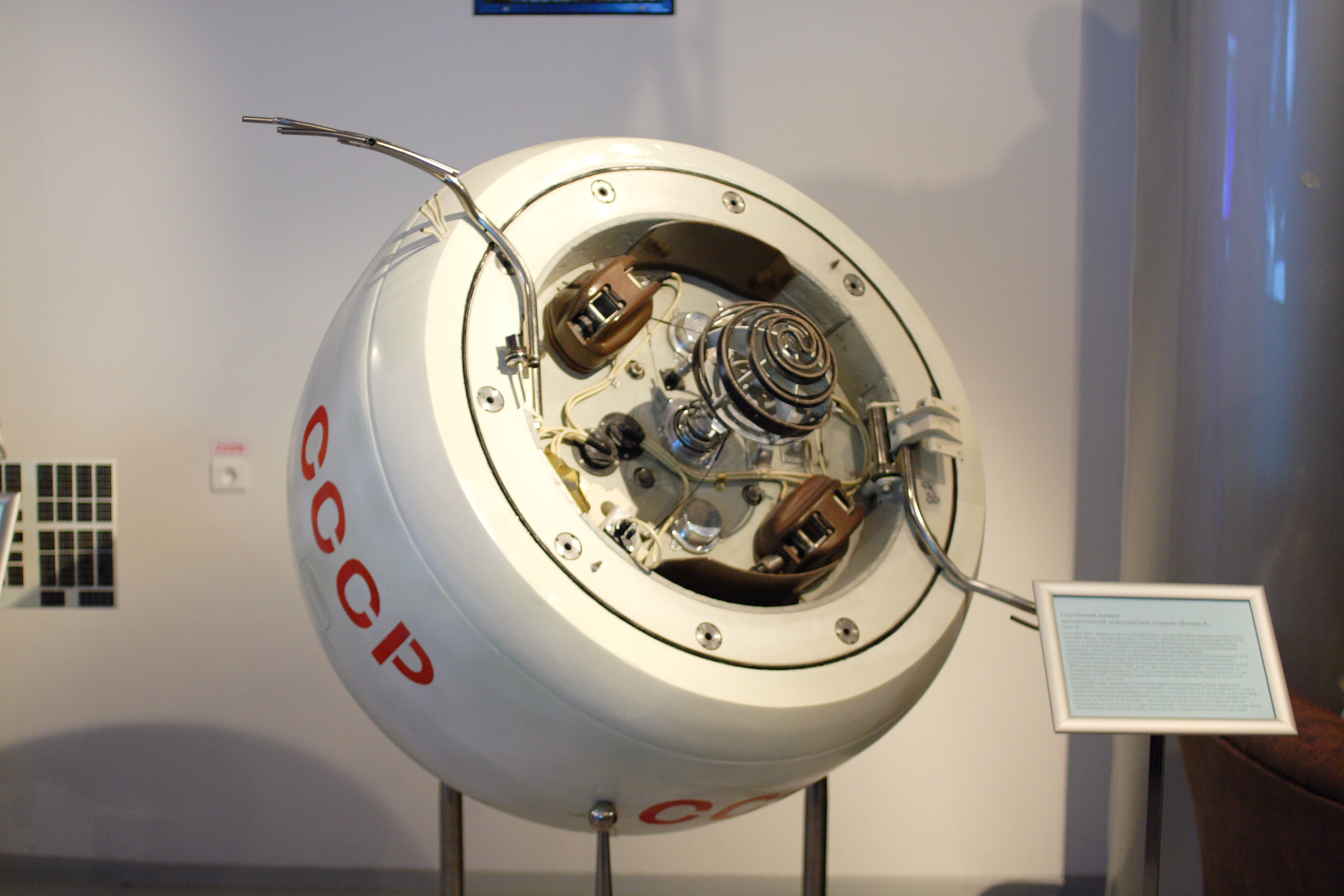
Cápsula de aterrizaje del Venera 4 en un museo

Venera 4 fue una sonda espacial soviética lanzada el 18 de octubre de 1967. La misión principal de la Venera 4 era el estudio directo de la atmósfera venusiana. Formaba parte del Programa Venera soviético. El 18 de octubre de 1967, la nave entró en la atmósfera de Venus. Contaba con dos termómetros, un barómetro, un radioaltímetro, un analizador de gas y dos transmisores de radio.
El módulo principal incluía entre otros instrumentos un magnetómetro, detectores de rayos cósmicos e indicadores de hidrógeno y oxígeno. La cápsula contaba con un sistema de paracaídas que se activó tras entrar en la atmósfera de Venus, a una altitud de 24,96 kilómetros. La Venera 4 fue la primera sonda en realizar con éxito el análisis del ambiente atmosférico de otro planeta. Fue también la primera sonda en posarse suavemente en otro planeta, tras el anterior impacto sobre la superficie de la Venera 3. Se estima como punto de aterrizaje aproximado uno cercano a las coordenadas 19ºN y 38ºE.
Venera 4 realizó el primer análisis químico de la atmósfera venusiana, mostrando que Venus tiene principalmente de a un 90% de  dióxido de carbono con un aproximado de 7% de nitrógeno y otros materiales. También detectó en Venus un débil campo magnético residual y sin radiación. La sonda envió las primeras mediciones térmicas directas demostrando que Venus tenía una temperatura extremadamente alta y que la atmósfera era mucho más densa de lo que se esperaba.